# Битка код Олпеје
Битка код Олпеје одиграла се 426. п. н. е. између Атине и Спарте. То је била једна од битака Пелопонеског рата, у којој Атина побеђује.

## Атина и Спарта увучени у локални сукоб
Године 426. п. н. е. 3.000 хоплита из Амбракије напали су део Акарнаније и окупирали су утврђену Олпеју. Акарнанија тражи помоћ од 20 атинских бродова и од атинског генерала Демостена. Амбракија тражи помоћ од Еурилоха из Спарте, који пролази неприметно крај Акарнанаца.
Генерал Демостен долази у залив испод Олпеје са бродовима, 200 хоплита и 60 стрелаца. Придружио се армији Акарнаније. Амбракија и Пелопонежани су имали више војске, па Демостен одлучује да постави заседу са 400 хоплита из Акарнаније.
Демостен поставља на десно крило Атињане и трупе из Месене, а у центру и на левом крилу трупе из Акарнаније.
Еурилох је на левом крилу своје армије директно суочен Демостену.

## Спартанци поражени
Кад је почела битка Еурилох је полуокружио Демостена и претило је да га потпуно окружи. Онда су хоплити из Акарнаније постављени као заседа ушли у битку. Убијају Еурилоха и изазивају панику код левог крила тј. Спартанаца.
Насупрот томе, с десне стране Војска из Амбракије побеђује лево крило од Акарнаније, гањајући их до Аргоса. Међутим остатак трупа из Акарнаније долази да помогне и побеђује трупе из Амбракије.
Демостен је изгубио 300 људи.
Кад је Еурилох убијен, команду је преузео Менедај. Менедај покушава да склопи мир са Демостеном. Демостен допушта да само вође побегну. Ипак Менедај са трупама покушава бег. Он успева да побегне, а 200 војника из Амбракије је убијено приликом бега.

## Демостенова варка
У међувремену из Амбракије је долазила друга војска, која није знала за пораз од претходног дана. Демостен се претвара да је он други део њихове армије и изненађује их преко ноћи убијајући већину. Други су побегли, али је велики део касније ухваћен. Амбракија је изгубила око 1.000 војника током 2 дана.
Демостен је сад могао лако заузети Амбракију. Он то не чини, него се склапа 100-годишњи мир.